# Ayers Creek
Der Ayers Creek oder Ayres Creek (auch: Cables Creek, Gobles Creek) ist ein Bach der Karibikinsel Antigua, im Staat Antigua und Barbuda.

## Lauf und Landschaft
Der Ayres Creek entwässert das Gebiet östlich von All Saints zur Nonsuch Bay an der atlantischen Ostküste Antiguas.
Der Oberlauf führt nur unregelmäßig Wasser und wird zum Potworks Dam aufgestaut. Von dort passiert der Fluss Newfield und mündet nach einem mäanderreichen Lauf in die Nonsuch Bay.

## Hydrographie, Nutzung und Naturschutz
Die Insel Antigua leidet – im Unterschied zu den anderen Karibikinseln – unter Trockenheit, und wird immer wieder von schweren Dürren heimgesucht. Ayers Creek-Potworks (Nr. 1) mit dem großen Potworks Dam dient der Trinkwasserversorgung.